# Woman Jumping from Rock to Rock
Woman Jumping from Rock to Rock (em tradução livre, Mulher pulando de pedra em pedra) é um filme mudo britânico em curta-metragem realizado em 1887, parte do estudo do inventor e fotógrafo Eadweard Muybridge à respeito da locomoção humana e animal.
Não se trata de um filme como entendemos hoje, mas de uma sequência de fotografias de apenas alguns segundos, dispostas de forma a criar a impressão de movimento.

## Sinopse
Uma modelo nua da cintura para cima, e usando uma saia transparente, pulando de uma pedra para outra pedra. Começa em vista frontal e termina em vista lateral. Assim como em outros filmes de seu estudo sobre o movimento, Muybridge explora a nudez. Ele considerava que a ausência de roupas e outros adereços tornava a locomoção humana mais fácil de ser estudada.